# Юморга
Юморга — село в Пильнинском районе Нижегородской области России. Входит в состав Тенекаевского сельсовета.

## География
Село находится на юго-востоке области, в пределах восточной части Приволжской возвышенности, в зоне хвойно-широколиственных лесов, при автодороге 22К-0082, на правом берегу реки Пьяны.

### Климат
Климат характеризуется как умеренно континентальный, умеренно влажный, с относительно тёплым летом и холодной малоснежной зимой. Среднегодовая температура — 3,4 °C. Средняя температура воздуха самого тёплого месяца (июля) — 18,8 °C (абсолютный максимум — 36 °C); самого холодного (января) — −12,4 °C (абсолютный минимум — −44 °C). Среднегодовое количество атмосферных осадков составляет 500—550 мм.

## Население
| 2002 | 2010 |
| ---- | ---- |
| 276  | ↘179 |

## Инфраструктура
Личное подсобное хозяйство с зоной сельскохозяйственного использования, индивидуальная застройка усадебного типа.
Основа экономики — сельское хозяйство.
В селе ранее была 1 школа, 1 библиотека.  

## Транспорт
Остановка общественного транспорта «Юморга».